# Astènia
L'astènia és un símptoma constituït per la percepció de debilitat muscular, sovint amb malestar general i fatiga. Cal diferenciar l'astènia de la fatiga, en la primera els símptomes no milloren o ho fan molt poc amb el descans.

## Causes
Diversos trastorns i malalties poden manifestar-se de forma predominant amb astènia:
- Fisiològiques: Envelliment humà, embaràs, exercici físic inhabitual.
- Psicògenes: Ansietat o estrès, depressió, somatitzacions.
- D'origen orgànic:
  - Infeccions: Quan cursen amb febre, i moltes d'altres (per exemple: Hepatitis vírica, mononucleosi infecciosa, infecció urinària, tuberculosi).
  - Malalties hematològiques: Anèmia (la més freqüent dins d'aquest grup), leucèmia, limfoma.
  - Insuficiències orgàniques: Cardíaca, respiratòria, renal, hepàtica.
  - Trastorns endocrins: Hipotiroïdisme, diabetis mal controlada, malaltia d'Addison, síndrome de Cushing, hipopituïtarisme, hipercalcèmia.
  - Afectació neurològica: malaltia de Parkinson
  - Afectació muscular: Distròfia muscular, miopatia inflamatòria.
  - Malalties de la unió neuromuscular: miastènia gravis.
  - Malalties autoimmunitàries: lupus eritematós sistèmic, menys freqüentment: artritis reumatoide.
  - Càncer ocult.
- Fàrmacs i tòxics: Benzodiazepines, neurolèptics sedants, estatines o gemfibrozil (per afectació muscular), interferons, antihistamínics (sobretot de la primera generació), antihipertensius (per sobredosificació o descens massa ràpid de la pressió arterial), mòrfics (morfina, heroïna), alcohol, algunes intoxicacions
- De causa desconeguda: Síndrome de fatiga crònica, fibromiàlgia.

## Diagnòstic diferencial
La durada de l'astènia pot orientar a un diagnòstic, així si els símptomes es presenten durant més de 6 mesos, i no es deuen a un estat de depressió és possible estar davant d'una síndrome de fatiga crònica.
Quan l'anamnesi i l'exploració física no orientin el diagnòstic, caldran unes anàlisis inicials: hemograma, VSG, glucosa, creatinina, enzims hepàtics, ions (amb calci), hormones tiroidals, sediment d'orina; i una radiografia de tòrax.